# Club Atlético Tembetary
El Club Atlético Tembetary, o simplemente Tembetary, es un club de fútbol de Villa Elisa, Paraguay, fundado en 1912 en el  barrio del mismo nombre de la capital paraguaya, Asunción. El equipo logró consagrarse como vicecampeón de la División Intermedia 2024, y en el 2025 formará parte de la división de honores del fútbol paraguayo, la Primera División de Paraguay, tras 27 años de ausencia.
El equipo rojiverde logró el ascenso anticipado en la fecha 28 del torneo, tras vencer a Fernando de la Mora por 2-0 en el estadio Luis Alfonso Giagni. Agustín Giménez marcó los dos goles del triunfo. 
En el 2023 logró el título de campeón de la Primera División B. Además logró el campeonato en todas sus categorías siguientes, Reserva, Sub-18 y Sub-16. 
Cabe recalcar que consiguió el ascenso directo dos veces consecutivas (Primera B a Intermedia en 2023 y de Intermedia a la Primera en 2024). 
En el 2018 logró el título de campeón de la Cuarta División por lo que desde el 2019 compite en la Primera División B, tercera división del fútbol paraguayo.

## Historia

### Orígenes en Asunción
El 3 de agosto de 1912, en la ciudad de Asunción, específicamente en la zona conocida como barrio “Tembetary”, bajo el nombre primigenio de “Bermejo Foot-Ball Club”, se agruparon un caracterizado grupo de personas y destacados conciudadanos lugareños. De aquella junta se fundaba una nueva institución deportiva, entre los todavía escasos clubes que componían la entonces “Liga Paraguaya de Football Association” (hoy Asociación Paraguaya de Fútbol), nucleación nacida en junio de 1906.
En la Asamblea Extraordinaria, celebrada el día 21 de marzo de 1920, se resolvió cambiar el nombre de la entidad y en aquella magna sesión el “Bermejo Foot-Ball Club” terminó de representar a esa asociación y nació la nueva denominación aprobada por los presentes, el “Club Atlético Tembetary”.
Su personería jurídica le fue reconocida y aprobada por decreto del Presidente de la República del Paraguay N° 1652, del 27 de mayo de 1936. Las modificaciones realizadas al estatuto social del club fueron refrendadas conforme Decreto N°: 11.532 del 25 de julio de 1960. La consolidación de su estructura institucional estaba plenamente cimentada.
En el año 1941 gana el título de la Federación Paraguaya de Deportes.

### Edad de oro (1959 - 1997)
Luego de participar por cuatro años en la Segunda División, en 1959 el club ganó por primera vez su ascenso a Primera División, categoría en la que se mantuvo por cuatro temporadas. Retornó luego a esta división por ganar de nuevo la segunda categoría en 1976, hecho que repitió en 1983 y 1988. Sus últimas participaciones en el máximo nivel fueron entre 1995 y 1997.

### Mudanza a Ypané y problemas financieros (1998 - 2009)
De la mano de su presidente, Epifanio Rojas Carísimo, entre 1998 y 2011 el club Atlético Tembetary vendió su estadio de Asunción y fue prácticamente refundado en la cercana localidad de Ypané, en donde contaba con una verdadera ciudad deportiva y centro de alto rendimiento, de aproximadamente 16 hectáreas, expandibles a 20, en donde el estadio principal, las 6 canchas auxiliares, las 4 canchas menores, las edificaciones para alojamiento de jugadores -casa club- y los destinados al esparcimiento social, este predio en el que su estructura yergue imponente a la vera de la ruta internacional denominada Acceso Sur.
Lamentablemente tras muchos problemas financieros del club y un delicado estado de salud del señor Epifanio Rojas, el predio y el estadio Ypané fueron vendidos a un grupo empresarial, luego fue comprado por el Club Guaraní y finalmente terminó en manos de la APF (donde hoy se encuentra el CARFEM, Centro de Alto Rendimiento de Fútbol Femenino). Desde entonces el club Tembetary ha estado alquilando los estadios de otras instituciones deportivas para disputar sus partidos de local.

### Decadencia y permanencia en Cuarta División (2010 - 2017)
Hasta la temporada 2009 el club militó en la Tercera División. 
En la temporada 2010 descendió a la Cuarta División, donde estuvo por 8 años.

### Mudanza a Villa Elisa y ascensos (2018 - 2023)
En la temporada 2018, el club se coronó campeón de la cuarta división, logrando así el ascenso a la Tercera División en forma anticipada en la penúltima fecha del campeonato.
En el año 2018 el club mudó su sede principal al Complejo Tembetary (Ex Complejo Salvador Cabañas 10) con capacidad para 500 personas, ubicado en la ciudad de Villa Elisa, a pocos kilómetros de Asunción, pero debido a su reducida capacidad ejerció de local sus partidos en el estadio Luis Alfonso Giagni del Club Sol de América, que tiene una capacidad para 11.000 espectadores.
Entre 2021 y 2022 lograron por 2 años consecutivos llegar a las semifinales de Copa Paraguay, y también casi consiguen el ascenso a la Intermedia.
En el año 2023 el club se consagró campeón de la Tercera División, logrando así el ascenso a la Segunda División.

### Mudanza a Luque y ascenso a Primera División (2024 - actualmente)
En 2024 tras una gran campaña el Club Atlético Tembetary culminó en el segundo puesto de la División Intermedia 2024, por lo que obtuvo el ansiado ascenso a la Primera División, la cual jugará en la temporada 2025, tras casi 30 años de ausencia.
Debido a todos estos éxitos recientes, el club adquirió un predio de 8 hectáreas en el barrio Maramburé de Luque (que pertenecía antiguamente al extinto Club Comisario General Natividad Nuñez Perez de la Liga Luqueña de Fútbol), donde pretende construir un nuevo estadio propio con una capacidad inicial para 6.000 espectadores, con el objetivo a ser ampliado a 12.000 espectadores en una segunda etapa a futuro. Una vez terminado este proyecto, el recinto se convertirá en la sede principal del club. Uno de los nombres propuestos para este nuevo complejo deportivo es el de Estadio Río Bermejo, en honor al nombre original del club “Bermejo Foot-Ball Club”.

## El apodo
El “Rojiverde” es su apodo característico debido a los colores del club. El origen del nombre se debe a que en la zona de su anterior ubicación, el barrio Tembetary, existía una variedad de árboles espinosos y aromáticos que daban sombra en abundancia, y la gente de la época (1900) de ida al mercado municipal principalmente, o a otros puntos distantes de la capital, ya fuese en carretas, caballos u otros medios de transporte, paraba a descansar bajo el generoso cobijo emanado de aquellas peculiares plantas que invitaban a un breve descanso antes de continuar el viaje. 
Aquel árbol gentil en el idioma nativo guaraní recibe el nombre de “Tembetary”, cuya denominación científica es el de “Fagara” y cuenta con las siguientes variedades: A) Fagara Naranjillo (Tembetary Sa´yju); B) Fagara Rhoifolia (Tembetary Mi); C) Fagara Chiloperone (Tembetary Hü).
Este árbol en su tallo está recubierto con unas espinas de considerable tamaño y de un color rojo fuerte con tendencia al magenta. La combinación que la naturaleza vegetal de esa planta creaba entre sus espinosas ramificaciones de color rojo, Club Atlético Tembetary mezcladas con sus mismas hojas teñidas de un verde único, atípico y característico, terminaron convenciendo a las personas propulsoras de la entidad para que el Atlético Tembetary adopte como suyos aquellos colores, o sea, el rojo y el verde, en su bandera, en la casaca de sus equipos y en la insignia del club. De ahí surge el apodo de los “Rojiverdes” a los fanáticos seguidores de esta añeja entidad futbolera.
En estos últimos años, el club se ha ganado también el apodo de "El nómada" debido a sus constantes mudanzas de estadio, habiendo pasado ya por 4 ciudades diferentes: Asunción, Ypané, Villa Elisa y finalmente Luque.

## Estadio
Actualmente el Club Tembetary posee una cancha propia en la ciudad de Villa Elisa, conocida como "Complejo Tembetary", pero debido a su reducida capacidad de 500 espectadores, la usa solo para entrenamientos y suele oficiar sus partidos importantes de local en el Estadio Luis Alfonso Giagni del Club Sol de América, el cual posee una capacidad para 11.000 personas sentadas, además de una mejor infraestructura.

## Palmarés

### Torneos nacionales
- Segunda División (5): 1959, 1976, 1983, 1988 y 1995
  - Subcampeón (1): 2024[14]
- Tercera División (3): 1955, 1992, 2023.
- Cuarta División (1): 2018
  - Subcampeón (1): 2003

### Campeonatos amateur
- Federación Paraguaya de Deportes (1): 1941.[31]

## Jugadores

### Destacados
- Cristóbal Cubilla
- Ramón Rodríguez Herrera
- Nelson Cuevas
- Diego Centurión
- Nelson Haedo Valdez
- Orlando Peloso
- Fabio Escobar
- Ramón Sosa